# BotCity
BotCity é uma empresa brasileira do segmento de desenvolvimento de software para automação robótica de processos. Fundada em 2 de abril de 2018, por Lorhan Caproni e Gabriel Archanjo, a empresa sediada em Campinas iniciou sua operação no desenvolvimento de soluções para automação de processos.
Em dezembro de 2021 a BotCity captou R$ 15 milhões com os fundos de investimento Softbank, Astella, Alexia Ventures e Norte Ventures..  No início de 2022, a empresa foi acelerada globalmente pelo Y Combinator .
Em dezembro de 2022 foi apontada como uma das 21 startups para serem acompanhadas em 2023 pela Revista Exame . Atualmente, a plataforma de automações BotCity é utilizada por milhares de empresas em mais de 50 países.

## Soluções

### Orquestrador Maestro
BotCity Maestro é um orquestrador de automação robótica de processos que permite gerenciar automações produzidas em Python, Java, Javascript e outras linguagens de programação. As automações podem ser executadas em computadores nas empresas ou em plataformas de núvem como AWS, Azure e Google Cloud Platform

### Studio
BotCity Studio é uma ferramenta de desenvolvimento, compatível com qualquer IDE de mercado, capaz de gerar códigos automaticamente a partir de interações com desenvolvedores.

## Iniciativas de Código Aberto
A BotCity promove diversas iniciativas de software de código aberto pois sua filosofia é promover tecnologias abertas para construção de automações e fornecer soluções comerciais para aumento de produtividade e gestão.

### Bibliotecas de Código Aberto
Diversas bibliotecas de código aberto para construção de automações são mantidas pela BotCity e desenvolvidas com a ajuda da comunidade de automação, incluindo empresas que atuam no setor.

### Repositório de Robôs
BotRepository é um repositório de automações de código aberto criado para promover automações criadas pela comunidade de automação robótica de processos. Qualquer pessoa pode contribuir com a iniciativa que acaba sendo uma importante fonte de estudo sobre desenvolvimento de automações.

## Iniciativas Educacionais
BotCity Academy é uma plataforma educacional com cursos gratuitos criada para formar profissionais na área de automação de processos robóticos utilizando tecnologias abertas.